# Sandskogen
Sandskogen is een plaats in de gemeente Kävlinge in het Zweedse landschap Skåne en de provincie Skåne län. De plaats heeft 533 inwoners (2005) en een oppervlakte van 57 hectare.